# Jancis Robinson
Jancis Mary Robinson (Cumbria, 22 de abril de 1950) es una crítica inglesa de vino, Master of Wine (MW). Periodista y editora de diversos libros relacionados con el mundo del vino. En la actualidad escribe una columna semanal en el Financial Times, y mantiene los contenidos de su página web jancisrobinson.com. Jancis es consejera de vinos para los vinos de la bodega de la reina Isabel II del Reino Unido.

## Biografía
Jancis Robinson estudió matemáticas y filosofía en la Oxford University y trabajó tras los estudios para una compañía de viajes. Robinson comenzó a escribir sobre vino el 1 de diciembre de 1975 cuando comenzó sus trabajos como asistente en la edición de la revista Wine & Spirit. En 1984 alcanzó el título de Master of Wine. Prestó sus servicios a la compañía aérea British Airways como consultora en enología y supervisó la bodega del BA Concorde proveyendo de un surtido de vinos exclusivos.
Como escritora especializada en vino, se puede decir que ella comenzó a liderar mundialmente los materiales pedagógicos relativos a la enología. Una de sus obras más prestigiosas es la enciclopedia del vino titulada: The Oxford Companion to Wine, editada por Robinson, y que es considerada como una de las enciclopedias más completas de la enología. La primera edición fue publicada en 1994, y tomó cerca de cinco años lograr escribirla tras haber firmado contrato como editor en el año 1988. Jancis participó en la escritura de otra obra enciclopédica sobre el vino: The World Atlas of Wine por Hugh Johnson en lo que se ha convertido en un atlas enólogo muy actual.
En 1995, Jancis Robinson aparece en una serie de diez episodios en la televisión BBC 2 en lo era un curso de vino. Esta serie fue posteriormente editada en DVD. Con el contenido del curso televisivo Jancis publicó un libro titulado Jancis Robinson's Wine Course, libro que ha tenido varias ediciones posteriormente. Obtuvo el doctor honorífico por la Open University, y la Order of the British Empire en 2003, entre otros premios recibidos por sus labores como escritora. Sus premios más destacados está múltiples entregas de Glenfiddich y André Simon Memorial, y una selección de Decanter "1999 (Wo)Man of the Year".
Ha tenido opiniones confrontadas con el crítico de vinos Robert M. Parker sobre los viñedos de 2003 de Château Pavie, esta discusión hizo que saltaran a los medios en los que se describió como una "guerra de palabras" ("war of words") entre ellos. Tras algún tiempo, Robinson y Parker lograron tener una relación cordial.
Jancis Robinson se casó con el escritor nutricionista Nick Lander; han tenido tres hijos: Julia, William and Rose.